# Valentín Pablo Ruiz
Valentín Pablo Ruiz (Regumiel de la Sierra, siglo XIX) fue un jurista español. Licenciado en Jurisprudencia en Valladolid, se doctoró por la Universidad Central de Madrid con la tesis Doctrina de la iglesia y razones de utilidad pública a favor de la indisolubilidad del matrimonio (noviembre de 1859).
Sostenía en su tesis: "El divorcio no es más que una poligamia disfrazada, es altamente perjudicial a los esposos, a los hijos, y como consecuencia necesaria, al Estado".